# Louet (Adour)
Der Louet ist ein Fluss in Frankreich, der in den Regionen Okzitanien und Nouvelle-Aquitaine verläuft. Er entspringt unter dem Namen Ruisseau de Pissaca im Gemeindegebiet von Gardères, entwässert generell in nördlicher Richtung und mündet nach rund 44 Kilometern im Gemeindegebiet von Castelnau-Rivière-Basse als linker Nebenfluss in den Adour. Auf seinem Weg durchquert der Louet das Département Pyrénées-Atlantiques und das Département Hautes-Pyrénées, wobei dort auch das Schwergewicht liegt, da der Fluss neben dem Kerngebiet von Hautes-Pyrénées auch einige Enklaven dieses Départements im benachbarten Département Pyrénées-Atlantiques berührt.

## Orte am Fluss
(Reihenfolge in Fließrichtung)
- Gardères
- Séron
- Escaunets
- Maure
- Vidouze
- Lascazères
- Castelnau-Rivière-Basse